# Vild-Svinet
Vild-Svinet (dänisch für Wildschwein) ist eine Stahlachterbahn im dänischen Freizeitpark BonBon-Land in Holme-Olstrup.
Vild-Svinet ist der Prototyp des Modells Euro-Fighter vom deutschen Hersteller Gerstlauer Amusement Rides. Die Besonderheit dieses Achterbahntyps ist, dass der First Drop ein Gefälle von mehr als 90° hat.
Die nach dem senkrechten Kettenlift folgende erste Abfahrt von Vild-Svinet weist ein Gefälle von 97° auf. Damit war die Bahn im Eröffnungsjahr die steilste Achterbahn der Welt. Mittlerweile hält diesen Rekord die Achterbahn TMNT Shellraiser im US-amerikanischen Vergnügungspark Nickelodeon Universe Theme Park mit einem Gefälle von 121,5°.
Der Freizeitpark BonBon-Land ist bekannt für die ausgefallene Namensgebung und Gestaltung seiner Attraktionen. Auch Vild-Svinet ist seinem Namen gemäß gestaltet. In Dänemark steht Wildschwein auch für Straßenrowdys. Entsprechend ist die Station der Bahn als Rennstation mit Schweinen in Rennanzügen gestaltet. Wegen einer Bauauflage sind Teile der Strecke oberhalb einer bestimmten Höhe in Himmelblau lackiert.

## Wagen
Die Bahn hat vier zweigliedrige Wagen für je acht Personen (zwei Reihen à vier Personen). Als Rückhaltesystem kommen Schulterbügel zum Einsatz.

## Auszeichnungen
2004 wurde der Park und der Hersteller Gerstlauer für die Achterbahn mit dem Neuheitenpreis „FKF-Award 2003“ des Freundeskreis Kirmes und Freizeitparks e. V. ausgezeichnet. In der Begründung für den Preis wird die Besonderheit der ersten Abfahrt hervorgehoben.